# George Hall (aktor)
George Hall (ur. 19 listopada 1916 w Toronto, Kanada, zm. 21 października 2002 w Hawthorne w Nowym Jorku) – kanadyjski aktor filmowy, telewizyjny i teatralny. Występował w roli starego Indiany Jonesa w serialu Kroniki młodego Indiany Jonesa.

## Życiorys
W 1944 po raz pierwszy pojawił się przed kamerą jako nadinspektor policji w procesji burmistrzów wjeżdżających do katedry w komediodramacie wojennym Emerica Pressburgera i Michaela Powella A Canterbury Tale (1944). Pierwszy poważny sukces odniósł w 1946, gdy zadebiutował na Broadwayu w sztuce Call Me Mister z Betty Garrett. W 1954 trafił na off-Broadway jako porucznik Culpepper w spektaklu Stockade.
Grał w produkcjach telewizyjnych, a także w kilku filmach. Wystąpił w roli Toma Eldridge’a w Remember WENN oraz w roli starego Indiany Jonesa w serialu Kroniki młodego Indiany Jonesa. Gdy wcielał się w postać 93-letniego Indiany Jonesa, miał wówczas 77 lat. Po raz ostatni wystąpił w 2001 w serialu Murder in Small Town X. Użyczył też głosu w kilku odcinkach bajki Chojrak – tchórzliwy pies.
Zmarł 21 października 2002 w wieku 85 lat w wyniku komplikacji po przeżytym udarze mózgu.